# Famille Mengelle

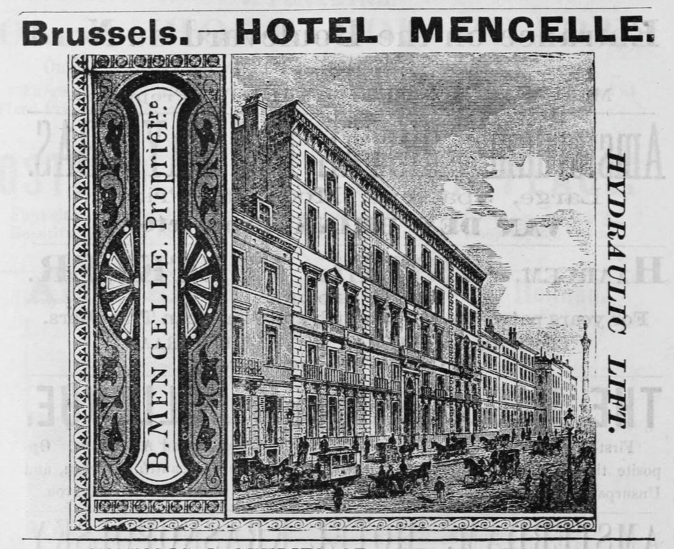
L'Hôtel Mengelle, par l'architecte Léon-Pierre Suys, rue Royale à Bruxelles, auquel fera place l'"Hôtel Astoria".

La famille Mengelle, est une famille d'hôteliers bruxellois, propriétaires de l'Hôtel Mengelle puis de l'Hôtel Astoria, rue Royale à Bruxelles.

## L' "Hôtel Mengelle"
En 1865, J. Mengelle, qui était alors propriétaire d'une pension de famille au 35-37 rue de l'Association acheta quelques terrains situés à l'arrière de sa cour et qui bordaient la rue Royale (actuels 101 à 103c) à une époque où la rue Royale n'était pas encore bâtie au-delà de la rue du Congrès.
Il édifia sur ces terrains nouvellement acquis en annexe à sa pension de famille, et qui étaient situées de part et d'autre d'une allée cochère qui avait servi à un relais de malle-poste, l'"Hôtel Mengelle" vaste complexe néo-classique édifié d'après les plans de l'architecte Léon Suys.
Ce hôtel qui acquit une certaine réputation reçut des hôtes illustres tels que le général Boulanger, et il servit de lieu de banquets et de réunion pour diverses sociétés bruxelloises.
La fille du propriétaire, Marthe Mengelle, avait épousé un militaire du nom de Raphaël Devillers et c'est sous leur direction que le vieux bâtiment prit soudainement une extension imprévue en devenant l'Hôtel Astoria.

## L'Hôtel Astoria

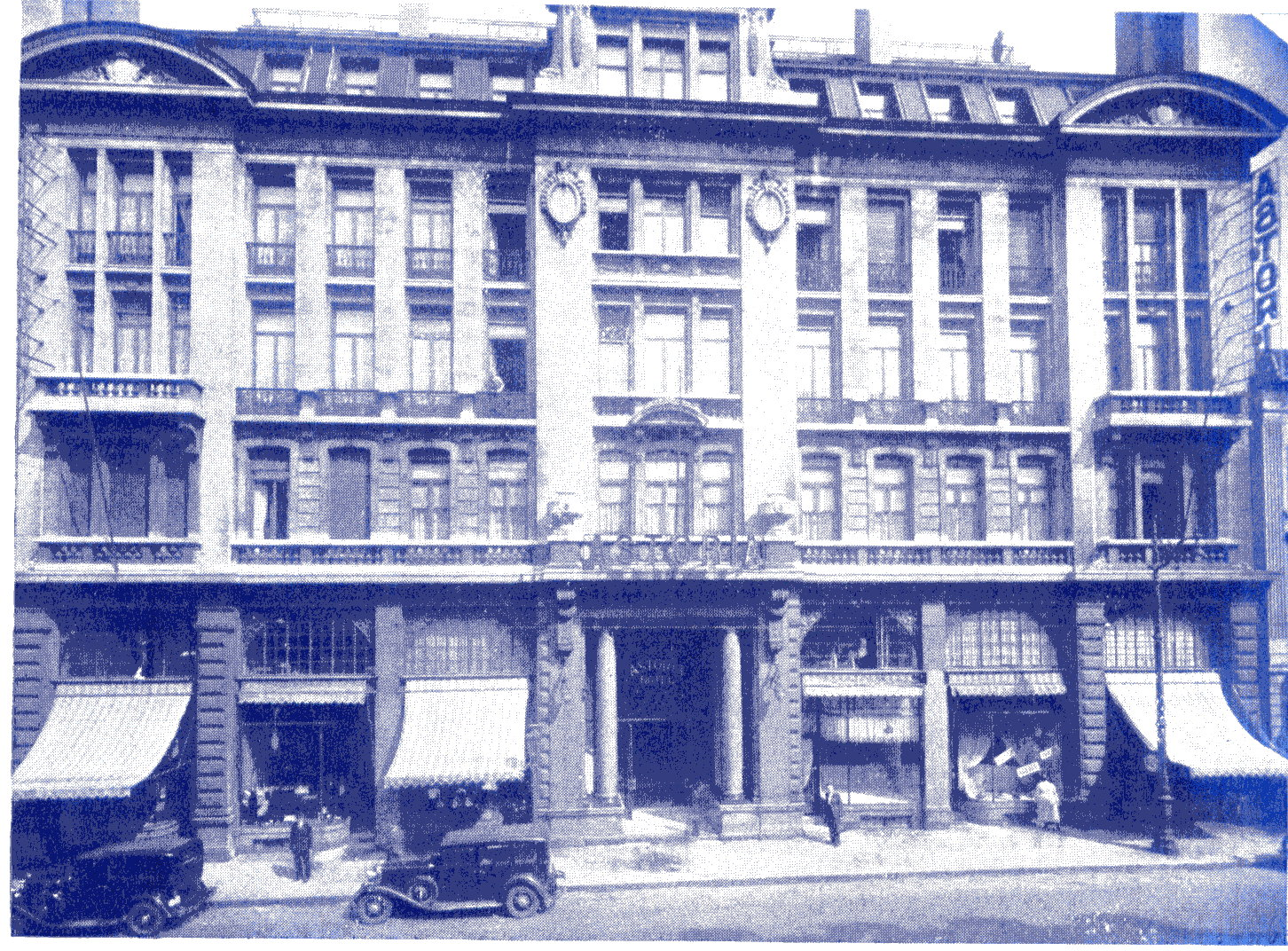
L'hôtel Astoria de Bruxelles construit par l'architecte Henri van Dievoet à l'emplacement de l'ancien "Hôtel Mengelle" en 1909.

En 1907, à une époque où dans toute l'Europe se construisaient de somptueux hôtels, l'hôtel Mengelle admirablement situé en ville, devenant d'une citrouille un somptueux carrosse, fut détruit et transformé en majestueux palace. M. Raphaël Devillers se montra un directeur extrêmement compétent et high life.
Tout le monde y reconnut la main invisible du roi qui avait donné ce coup de baguette magique.
Ce fut l'architecte Henri van Dievoet qui fut désigné pour construire le nouvel édifice.
C'est ainsi, comme l'écrit Jean d'Osta que l'on y « vit s'élever, conçu par l'architecte Van Dievoet, un hôtel spacieux, solide, orgueilleux, confortable, aristocratique. Le hall d'entrée, construit à l'emplacement de l'ancien relais de malle-poste, était particulièrement impressionnant par son étendue, ses marbres, ses palmiers, sa grande verrière polychrome. Le mobilier de ses 108 chambres ou "suites" était de bois rare et les tapis venaient d'Orient. Il y avait de l'eau chaude partout, des lustres électriques et deux ascenseurs, choses encore très rares. Bref, la famille Mengelle avait dû, disait-on, recevoir des appuis financiers "en haut lieu". »
À partir de 2009, l'hôtel Astoria fut l'objet de travaux de rénovation et d'extension par l'architecte Francis Metzger. Réouverture prévue en 2015.